# Rhinthon
Rhinthon is een geslacht van vlinders van de familie dikkopjes (Hesperiidae), uit de onderfamilie Hesperiinae.

## Soorten
- R. bushi Watson, 1937
- R. cubana (Herrich-Schäffer, 1865)